# Ашхабадская городская телефонная сеть
Ашхабадская городска́я телефо́нная сеть (АГТС) (туркм. «Aşgabat şäher telefon ulgamy») — туркменская телекоммуникационная компания. Основана в 1994 году. Центральный офис компании расположен в Ашхабаде на проспекте Атамурата Ниязова, дом 104

## История
«Ашхабадская городская телефонная сеть» впервые была зарегистрирована 27 января 1994 года.
17 апреля 2015 года создано акционерное общество закрытого типа «Ашхабадская городская телефонная сеть». Учредителем выступило министерство связи Туркменистана с долей в уставном капитале в размере 30 % и подведомственная министерству Государственная компания электросвязи «Türkmentelekom» с долей в 60 %. Организационно-правовая форма городской телефонной сети Ашхабада будет изменена согласно Постановлению президента Туркменистана Г. Бердымухамедова.

## Услуги
АГТС предоставляет широкий спектр телекоммуникационных услуг, включая:
- Широкополосный доступ в Интернет
- Цифровое телевидение
- Мобильную связь
- Местную телефонную связь
- Фиксированную и радиосвязь CDMA

## Деятельность
АГТС оказывает услуги местной телефонной связи, широкополосного доступа в интернет, цифрового ТВ и мобильной связи для физических и юридических лиц.
По состоянию на 2020 год количество клиентов услуг кабельной телефонной связи достигало 235 331 абонентов.
По состоянию на 2020 год количество клиентов услуг IPTV составляло 105 462 абонента. Абонентам доступно 136 телевизионных каналов, в том числе в HD качестве. В списке каналов — телеканалы Туркменистана, России, Украины, Белоруссии, Армении, Азербайджана, Казахстана, Ирана, Турции, США и других стран.
По состоянию на 2020 год количество пользователей Интернета через ADSL, Ethernet, GPON сети достигало 54 312 абонентов.
В 2003 году компанией была создана и введена в эксплуатацию первая в стране сеть CDMA. С 2010 года сетевое оборудование было установлено и введено в эксплуатацию в других регионах Туркменистана. Количество пользователей по состоянию на 2018 год достигает 55 555 абонентов.

## Проблемы и недостатки
АГТС подвергается критике за ненадежное качество связи и низкий уровень обслуживания. Частые перебои в работе сети и низкая скорость интернета вызывают недовольство у пользователей. Многочисленные жалобы на качество связи остаются без должного внимания со стороны компании.

## Интернет-цензура и контроль
Туркменистан известен строгой цензурой интернета. Вся интернет-активность жестко контролируется, что значительно ограничивает свободу доступа к информации. АГТС, как основной интернет-провайдер в Ашхабаде, вынужден следовать государственным ограничениям. Большинство популярных сайтов и сервисов, таких как Facebook, YouTube и WhatsApp, заблокированы, и пользователи вынуждены использовать VPN для обхода этих блокировок.

## Особенности работы
В связи с государственными ограничениями на использование Интернета в Туркменистане, доступ к популярным сайтам и сервисам часто блокируется. Большинство пользователей в стране вынуждены использовать VPN для обхода этих ограничений и получения доступа к международным интернет-ресурсам. Это делает обеспечение надежного и безопасного интернета особенно важным аспектом работы АГТС.